# Lithostege deserticola
Lithostege deserticola là một loài bướm đêm trong họ Geometridae.